# Eastern Canada Amateur Hockey League
- Amateur Hockey Association (1893–1898)
- Canadian Amateur Hockey League (1898–1905)
- Eastern Canada Amateur Hockey League (1905–1906)
- Eastern Canada Amateur Hockey Association (1906–1909)
- Canadian Hockey Association (1909–1910)
- National Hockey Association (1909–1917)
- National Hockey League (seit 1917)

Die Eastern Canada Amateur Hockey League war eine Eishockey-Liga, die 1905 gegründet wurde und nur in der Saison 1905/06 Bestand hatte.  Sie entstand aus der Canadian Amateur Hockey League und den Montreal Wanderers sowie den Ottawa Silver Seven aus der Federal Amateur Hockey League.  Die Ottawa Silver Seven gewannen die Meisterschaft und den Stanley Cup. 1906 wurde die Liga zur Eastern Canada Amateur Hockey Association.

## Teilnehmende Clubs
- Montreal AAA
- Montreal Shamrocks
- Montreal Victorias
- Montreal Wanderers
- Ottawa Silver Seven
- Quebec HC

Siehe auch: Stanley Cup